# Psilaspilates catilla
Psilaspilates catilla là một loài bướm đêm trong họ Geometridae.